# 湯克騰
湯克騰（1966年—），加拿大政治人物，2001年至2009年間以卑詩自由黨黨員身份擔任卑詩省議會奧卡拿根—弗農選區議員，並曾於自由黨執政期間在省長金寶爾內閣中擔任數項廳長職務。

## 生平
湯克騰於卑詩省內陸弗農出生，1990年從維多利亞大學取得地理及環境學文學士學位，1994年從該校法學院畢業。他於1995年取得卑詩省執業律師資格，後供職大衛遜律師事務所（Davidson & Company），1999年成為該行合夥人。
他於2001年省選代表卑詩自由黨競逐奧卡拿根—弗農選區（Okanagan-Vernon）議席並告當選，首度晉身省議會。2004年1月他獲省長金寶爾委入內閣，出任教育廳長。2005年省選他以2,571票之差壓倒對手連任省議員，後於金寶爾內閣中調任原住民關係及和解廳長，2006年8月則改任兒童及家庭發展廳長。他未有於2009年省選中競逐連任。
他於1992年與珍妮佛結婚，兩人育有三名子女。

## 外部連結
- （英文）卑詩省議會網站 湯克騰議員簡介 （页面存档备份，存于）